# Hotfix
Een hotfix is een enkelvoudig samengesteld softwarepakketje dat een of meer bestanden bevat die worden gebruikt om een probleem in een softwareproduct, zoals een programmeerfout, op te lossen. Gewoonlijk worden hotfixes gemaakt als klantenservice voor zeer specifieke situaties die uit klachten van gebruikers voortkomen. Ze mogen daarom ook niet vrijelijk verspreid worden.
Vanwege de niet-algemene aard van hotfixes kunnen ze enkele foutoplossingen bevatten die zijn bedacht als noodoplossing, waardoor het risico bestaat dat bij een algemeen verspreide noodoplossing het gehele computerprogramma vastloopt.
In het geval van Microsoft Windows zijn hotfixes kleine op bepaalde specifieke problemen gerichte noodoplossingen, meestal gemaakt als er pas ontdekte beveiligingsproblemen opgelost moeten worden. Deze kleine bestanden worden automatisch geïnstalleerd via Windows Update of zijn verkrijgbaar via Microsoft Support-webpagina's, en kunnen een "hot patch" bevatten die het herstarten van de PC overbodig maakt.

## Voetnoot
1. ↑  Microsoft Hulp en Ondersteuning. Gearchiveerd op 27 juli 2014.